# Jaime Bores
Jaime Bores (Sant Sebastià, Guipúscoa, 12 de maig de 1968) és un presentador de televisió espanyol. Llicenciat en Ciències de la Informació.

## Biografia
Fill de lebaniego, va començar treballant com a model amb tan sols 14 anys per a l'agència Life. En 1989 es trasllada a Madrid, on compagina els seus estudis de Publicitat amb la seva carrera de model.
En 1992 debuta en televisió com a discjòquei del programa musical Los 40 principales, de Canal +. Després d'un breu període treballant al costat de Isabel Gemio com a hostesso del programa Lo que necesitas es amor (1993), d'Antena 3, s'incorpora a la plantilla del recentment creat espai informatiu Madrid Directo, a Telemadrid, on exerceix com a Home del Temps entre 1994 i 1997.
Aquest any li arriba la seva gran oportunitat en ser fitxat per Televisió espanyola per a conduir un espai en solitari. Es tracta del talk xou Digan lo que digan, que es manté en pantalla fins a 1999 i que li proporciona gran popularitat així com una nominació al TP d'Or de 1998 com a Millor Presentador. Després vindria, també en la cadena pública el programa d'evocació Tal como éramos (1998), al costat de Salomé i el concurs Quién con quién (1999).
El 2000 torna a Telemadrid, on presenta el concurs Números rojos.Després d'això, es va retirar voluntàriament dels mitjans durant uns anys, fins que va reaparèixer en Antena 3 en els programes La Granja (2004), Pelopicopata (2005) i La buena onda de la tarde (2005), després de la qual cosa va tornar a retirar-se de la televisió, retir del qual només va sortir per a concedir una entrevista sobre la seva carrera a La noria el juliol de 2011.
Poc després de la seva entrevista a La noria, el setembre de 2011, fitxa per Telemadrid amb Emilio Pineda per tornar a Madrid Directo com a presentador amb Yolanda Maniega i el mateix Emilio.
El gener de 2012 comença a compaginar la seva labor de presentador en Madrid Directo de Telemadrid amb la presentació del programa Vuélveme Loca de Telecinco en el qual substitueix a Patricia Pérez en la presentació del programa, co-presentant al costat de Tania Llasera. Vuélveme Loca havia donat un gir radical de continguts, en una campanya crucial de Telecinco per suavitzar la seva imatge de cadena teleporqueria, després del boicot al programa La noria. En el seu nou enfocament, el programa coopresentat per Jaime Bores, a penes va arribar al 9% de share, per la qual cosa va ser suspès el mateix 25 de gener.
En la tardor de 1994 se li va poder veure en qualitat d'actor en el vídeo de promoció del tema amb el qual Ana María González va representar Espanya al Festival OTI de la Cançó. Va aprofitar la seva inicial projecció en televisió per a participar en el repartiment de la pel·lícula Boca a boca (1995), de Manuel Gómez Pereira.